# 若尔当·巴尔代拉
若尔当·巴尔代拉（法語：Jordan Bardella，發音：[ʒɔʁdan baʁdɛla] ⓘ；1995年9月13日—），法国政治人物，現任国民联盟主席、歐洲議會議員。自2015年以来，巴尔代拉一直担任法兰西岛大区议会议员。

## 早年
巴德拉生於法國塞纳-圣但尼省，父母分別有阿爾及利亞及義大利血統。16歲時受國民聯盟主席玛丽娜·勒庞吸引而加入該黨，並參與該黨的競選活動。

## 從政
巴德拉自加入國民聯盟後仕途順遂，2017年担任该党发言人，2019升任副主席兼该党青年组织国家一代主席，並在2022年升任主席，此前曾于2021年9月至2022年11月担任代理主席。2019年歐洲議會選舉中，巴德拉為國民聯盟議員名單首位。